# Emil Škrabiš

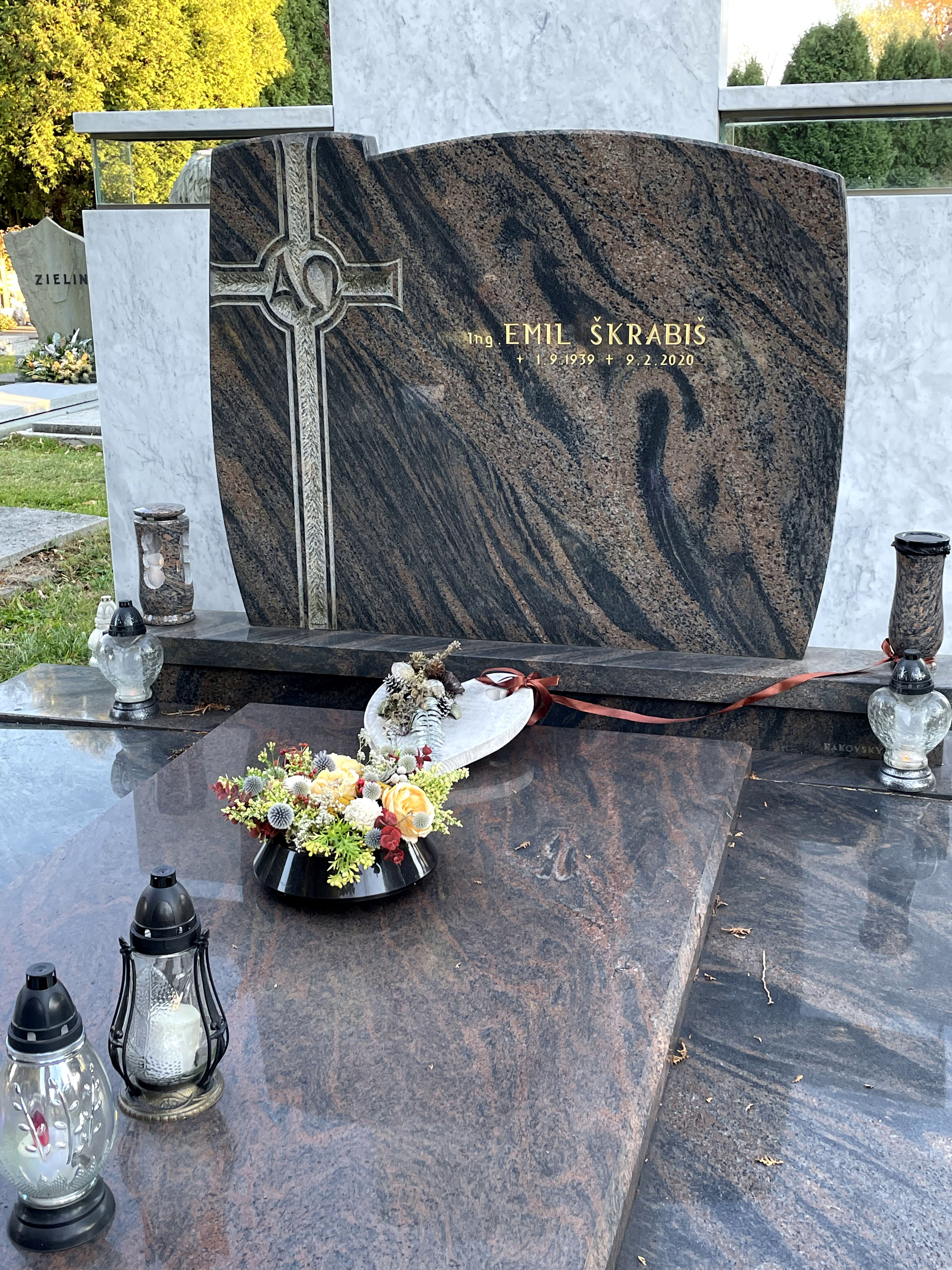
Hrob senátora Emila Škrabiše na hřbitově v Českém Těšíně

Emil Škrabiš (1. září 1939, Orlová-Lutyně – 9. února 2020) byl český politik a zemědělský inženýr, bývalý senátor za obvod č. 73 – Frýdek-Místek a člen KDU-ČSL.

## Vzdělání, profese a rodina
V letech 1953–1955 se vyučil podkovářem a kovářem na Učňovské škole zemědělské, v tomto oboru do roku 1957 pracoval ve Šlechtitelské stanici Dolní Lutyně. V letech 1957–1961 absolvoval obor mechanizátor na SZTŠ Ivančice. Ve studiu pokračoval na Fakultě mechanizační Vysoké školy zemědělské v Praze (1961–1966). V letech 1966–1967 pracoval jako mechanizátor na Státním statku Bohumín. V období 1967–1993 působil nejprve jako technik, později jako provozní náměstek v Strojní a traktorové stanici Český Těšín. V letech 1993–1996 byl zaměstnán na Územním odboru ministerstva zemědělství ve Frýdku-Místku. Po prohraných volbách v roce 2004 odešel do starobního důchodu. Byl ženatý, měl dvě dcery a syna.

## Politická kariéra
Do KDU-ČSL vstoupil v roce 1990.
Ve volbách 1996 se stal členem horní komory českého parlamentu, přestože jej v prvním kole porazil občanský demokrat Jan Starý v poměru 31,28 % ku 23,05 % hlasů. Ve druhém kole však křesťanský demokrat obdržel 61,43 % hlasů a byl zvolen senátorem. V senátu zasedal ve Výboru pro hospodářství, zemědělství a dopravu.
Ve volbách 1998 svůj mandát obhájil. Opět působil ve Výboru pro hospodářství, zemědělství a dopravu, kde v letech 2002–2004 zastával funkci místopředsedy. Ve volbách 2004 svůj mandát obhajoval, ovšem v obou kolech jej předčil evropský demokrat Igor Petrov.
V roce 2005 obdržel vyznamenání Rytířský kříž Řádu za zásluhy o Polskou republiku. Ve volbách 2006 kandidoval na 18. místě do poslanecké sněmovny v Moravskoslezském kraji.
Emil Škrabiš zemřel 9. února 2020.